# اچ‌ام‌اس رامیلیس (۱۸۹۲)
اچ‌ام‌اس رامیلیس (۱۸۹۲) (به انگلیسی: HMS Ramillies (1892)) یک کشتی بود که طول آن ۴۱۰ فوت ۵ اینچ (۱۲۵٫۱۰ متر) بود. این کشتی در سال ۱۸۹۲ ساخته شد.